# Цейоній Руфій Альбін (консул 335 року)
Гай Цейоній Руфій Альбін (*Gaius Ceionius Rufius Albinus, 303nbsp;—після 337) — державний діяч часів Римської імперії.

## Життєпис
Походив зі знатного роду Цейоніїв Волузіанів. Син Гая Цейонія Руфія Волузіана, консула 311 року, та Нуммії Альбіни. Завдяки впливу родин Цейоніїв та Нумміїв швидко досяг першого сенаторського звання — клариссімуса. Про подальшу кар'єру відома замало.
У 335 році стає консулом (разом з Юлієм Констанцієм), зведеного брата імператора Костянтина I Великого. Це свідчило про неабиякий авторитет та державну вагу Цейонія Альбіна та його родини. Під час своєї каденції зумів домогтися розширення прав римського сенату, за що останній встановив на честь Цейонія квадригу.
У 335—337 роках обіймав посаду міського префекта Рима. Про подальшу долю нічого невідомо.

## Родина
Дружина — Лампадія
Діти:
- Гай Цейоній Руфій Волузіан Лампадій, міський префект Риму у 365 році